# Samuel Gottlieb Gross

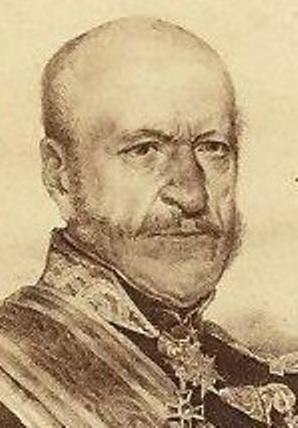
Samuel Gottlieb Gross

Samuel Gottlieb Gross (* 18. November 1779 in Court, Kanton Bern; † 7. Juli 1860 in Neapel) war ein Schweizer Offizier in preussischen und neapolitanischen Diensten.

## Leben
Gross war ein Sohn des reformierten Pastors von Court Jean-Jacques Gross, Spross einer Hugenottenfamilie, und seiner Frau Fanchette geb. François, Tochter eines Lausanner Mathematikprofessors. Der Vater wünschte für seine Söhne eine kirchliche oder eine militärische Laufbahn. Samuel trat 14-jährig als Kadett in preussischen Militärdienst und nahm an den Feldzügen von 1793 und 1794, dann 1806 als Leutnant an der Schlacht bei Jena und Auerstedt teil. 1810 schied er als Oberleutnant aus dem preussischen Heer aus und wechselte als Hauptmann in den Dienst des napoleonischen Königs von Neapel Joachim Murat. Unter dessen Oberbefehl nahm er an den Befreiungskriegen teil. Er diente dem Königreich Neapel auch unter dem Bourbonen Ferdinand I., jetzt im Rang eines Majors, und wurde 1816 Milizdirektor der Provinz Bari, 1820 Bataillonskommandeur. 1839 erhielt er das Oberkommando der Festung Castellamare bei Palermo. 1848 verteidigte er die Festung gegen die Aufständischen, bis Ferdinand II. die Übergabe befahl. Er wurde Gouverneur von Gaeta und übernahm am 25. November 1848 den persönlichen Schutz des vor der römischen Republik geflohenen Pius IX. und seiner Begleiter. Am 22. August 1849 wurde er im Rang eines Brigadegenerals aus dem Militärdienst verabschiedet. Als er 1851 seine Heimat besuchte, gab der Grosse Rat des Kantons Bern zu seinen Ehren ein Galadiner. 
Gross blieb unverheiratet. Er wohnte bis zu seinem Tod in Neapel und wurde auf dem dortigen protestantischen Friedhof beigesetzt.

## Auszeichnungen
- Grosskreuz des Piusordens
- Komtur des Österreichisch-kaiserlichen Leopold-Ordens
- 3. Klasse des Ferdinandsordens
- russischer Sankt-Stanislaus-Orden
- preussischer Verdienstorden Pour le Mérite